# The Fat Man (canción)
The Fat Man es una canción del artista estadounidense rhythm and blues Fats Domino. Fue escrito por Domino y Dave Bartholomew, y grabado el 10 de diciembre de 1949. A menudo se cita como uno de los primeros discos de rock and roll, o al menos como una fuerte influencia en el género. Esta fue una canción "alegre", según The Guardian "pero lo que la convirtió en un rockero fueron los trillizos de piano de Fats, combinados con un gran ritmo sólido".
La grabación es una de las cuatro canciones de Fats Domino que han sido incluidas en el Salón de la Fama de los Grammy. Domino recibió un Premio Grammy Lifetime Achievement Award en 1987.

## Grabación
La canción fue grabada para Imperial Records en el estudio J&M de Cosimo Matassa en Rampart Street en New Orleans, Louisiana el sábado 10 de diciembre de 1949. Imperial's Lew Chudd le había pedido previamente a Dave Bartholomew que le mostrara algunos talentos populares localmente, y estaba más impresionado con Fats Domino, de 21 años, que luego jugaba en un antro de clase trabajadora en el 9th Ward de Nueva Orleans.
Domino cantó y tocó el piano, junto con Earl Palmer en la batería, Frank Fields en el bajo, Ernest McLean en la guitarra y saxofonistas Herbert Hardesty, Clarence Hall, Joe Harris y  Red Tyler. La grabación del disco maestro de aluminio (o lacado) ha estado ausente durante más de 50 años. Los masters actuales provienen de copias  78 bien conservadas.

## Música y letras
La melodía es una variación de la melodía tradicional de Nueva Orleans "Junker Blues", interpretada por  Willie Hall (conocido como "Drive'em Down"), que también proporcionó la melodía para "Lawdy Miss Clawdy" de Lloyd Price y "Tipitina" de Professor Longhair. "The Fat Man" presenta el piano de Domino con un ritmo de fondo distintivo que domina tanto la sección principal como la rítmica. Earl Palmer dijo que era la primera vez que un baterista tocaba nada más que  back beat para grabar, que dijo que derivaba de un Dixieland "out chorus". Domino también  scats un par de coros en un distintivo  wah-wah falsete, creando una variación en el solista similar a una trompeta Dixieland silenciada o una armónica.
Un trozo de la letra original en inglés
They call, they call me the fat man
´Cause I weigh 200 pounds:
All the girls they love me
´Cause I know my way around
En español
Me llaman, me llaman gordo
´Porque peso 200 libras:
Todas las chicas me aman
Porque yo conozco mi camino
La letra se refiere a ver mujeres criollas de Louisiana en la intersección de Rampart Street y Canal Street de Nueva Orleans, que en ese momento eran los centros de negocios de la ciudad. Población afroamericana y caucásica, respectivamente.

## Personal
- Fats Domino - piano, voz
- Earl Palmer - batería
- Frank Fields - bajo de cuerda
- Ernest McLean - guitarra
- Herbert Hardesty - saxofón
- Clarence Hall - saxofón
- Joe Harris - saxofón
- Red Tyler - saxofón

## Lanzamiento y recepción
"The Fat Man" fue lanzado en diciembre de 1949 por Imperial Records justo antes de Navidad y comenzó a ganar atención nacional en enero de 1950, y el 18 de febrero alcanzó el número dos en la lista R&B Singles. Fue el sencillo debut de Domino, siendo el lado B "Detroit City Blues". La publicidad imperial afirmó que vendió 10,000 copias en Nueva Orleans en 10 días, y el disco se convirtió en un éxito nacional a fines de enero de 1950.
"The Fat Man" se cita a menudo como uno de los primeros discos de rock and roll s. El musicólogo Ned Sublette dijo que la canción era rock and roll antes de que se acuñara el término y que Domino cruzó la línea al tocar un piano boogie-woogie más agresivo con una serie de "piano -triplet-and-snare - backbeat hits." Según Biography.com, "se convirtió en el primer disco de rock 'n' roll en vender 1 millón de copias".